# Uvàrovo (Vladímir)
|  | Per a altres significats, vegeu «Uvàrovo». |

Uvàrovo (en rus: Уварово) és un poble de l'óblast de Vladímir, a Rússia, segons el cens del 2010 tenia 16 habitants. Pertany al districte municipal de Sóbinka.